# Ken Wilber

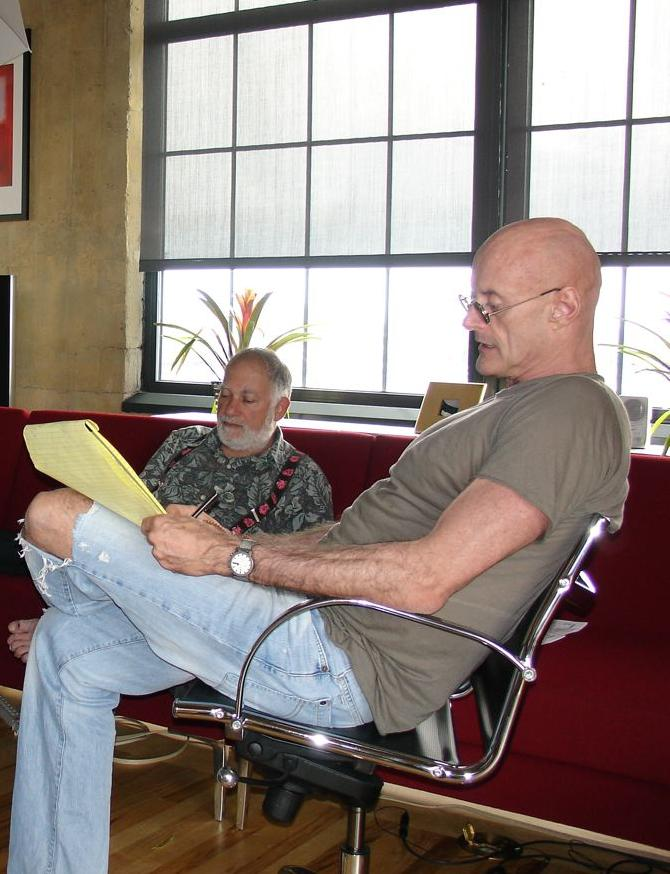
Ken Wilber (2006)

Kenneth Earl Wilber II (n. 31 ianuarie 1949, Oklahoma) este un filosof și psiholog american. Este de asemenea fondatorul Institutului de Studii Integrale menit să ofere teoria și practica Teoriei Integrale, formulată tot de el.

## Lucrări
- The Spectrum of Consciousness, 1977, anniv. ed. 1993: ISBN 0-8356-0695-3
- No Boundary: Eastern and Western Approaches to Personal Growth, 1979, reprint ed. 2001: ISBN 1-57062-743-6
- The Atman Project: A Transpersonal View of Human Development, 1980, 2nd ed. ISBN 0-8356-0730-5
- Up from Eden: A Transpersonal View of Human Evolution, 1981, new ed. 1996: ISBN 0-8356-0731-3
- The Holographic Paradigm and Other Paradoxes: Exploring the Leading Edge of Science (editor), 1982, ISBN 0-394-71237-4
- A Sociable God: A Brief Introduction to a Transcendental Sociology, 1983, new ed. 2005 subtitled Toward a New Understanding of Religion, ISBN 1-59030-224-9
- Eye to Eye: The Quest for the New Paradigm, 1984, 3rd rev. ed. 2001: ISBN 1-57062-741-X
- Quantum Questions: Mystical Writings of the World's Great Physicists (editor), 1984, rev. ed. 2001: ISBN 1-57062-768-1
- Transformations of Consciousness: Conventional and Contemplative Perspectives on Development (co-authors: Jack Engler, Daniel Brown), 1986, ISBN 0-394-74202-8
- Spiritual Choices: The Problem of Recognizing Authentic Paths to Inner Transformation (co-authors: Dick Anthony, Bruce Ecker), 1987, ISBN 0-913729-19-1
- Grace and Grit: Spirituality and Healing in the Life of Treya Killam Wilber, 1991, 2nd ed. 2001: ISBN 1-57062-742-8
- Sex, Ecology, Spirituality: The Spirit of Evolution, 1st ed. 1995, 2nd rev. ed. 2001: ISBN 1-57062-744-4
- A Brief History of Everything, 1st ed. 1996, 2nd ed. 2001: ISBN 1-57062-740-1
- The Eye of Spirit: An Integral Vision for a World Gone Slightly Mad, 1997, 3rd ed. 2001: ISBN 1-57062-871-8
- The Essential Ken Wilber: An Introductory Reader, 1998, ISBN 1-57062-379-1
- The Marriage of Sense and Soul: Integrating Science and Religion, 1998, reprint ed. 1999: ISBN 0-7679-0343-9
- One Taste: The Journals of Ken Wilber, 1999, rev. ed. 2000: ISBN 1-57062-547-6
- Integral Psychology: Consciousness, Spirit, Psychology, Therapy, 2000, ISBN 1-57062-554-9
- A Theory of Everything: An Integral Vision for Business, Politics, Science and Spirituality, 2000, paperback ed.: ISBN 1-57062-855-6
- Speaking of Everything (2 hour audio interview on CD), 2001
- Boomeritis: A Novel That Will Set You Free, 2002, paperback ed. 2003: ISBN 1-59030-008-4
- Kosmic Consciousness (12½ hour audio interview on ten CDs), 2003, ISBN 1-59179-124-3
- With Cornel West, commentary on The Matrix, The Matrix Reloaded and The Matrix Revolutions and appearance in Return To Source: Philosophy & The Matrix on The Roots Of The Matrix, both in The Ultimate Matrix Collection, 2004
- The Simple Feeling of Being: Visionary, Spiritual, and Poetic Writings, 2004, ISBN 1-59030-151-X (selected from earlier works)
- The Integral Operating System (a 69 page primer on AQAL with DVD and 2 audio CDs), 2005, ISBN 1-59179-347-5
- Executive producer of the Stuart Davis DVDs Between the Music: Volume 1 and Volume 2.
- Integral Spirituality: A Startling New Role for Religion in the Modern and Postmodern World, 2006, ISBN 1-59030-346-6
- The One Two Three of God (3 CDs - interview, 4th CD - guided meditation; companion to Integral Spirituality), 2006, ISBN 1-59179-531-1
- Integral Life Practice Starter Kit (5 DVDs, 2 CDs, 3 booklets), 2006, ISBN 0-97722750-2
- The Integral Vision: A Very Short Introduction to the Revolutionary Integral Approach to Life, God, the Universe, and Everything, 2007, ISBN 1-59030-475-6
- Integral Life Practice: A 21st-Century Blueprint for Physical Health, Emotional Balance, Mental Clarity, and Spiritual Awakening, 2008, ISBN 1-590-30467-5
- The Pocket Ken Wilber, 2008, ISBN 1-590-30637-6